# Сара Мисирска
Сара Мисирска или Сара Египћанка је хришћанска подвижница и светитељка. Живела је и подвизавала се у Египту. 
Као млада се замонашила и предала аскетском животу. Подвизавала се пуних шездесет година се на обали реке Нила, недалеко од Александрије. Примером свог подвижничког богоугодног живота привукла многе жене монашком животу. 
Умрла је 370 године. 
У књизи "Рај Отаца" о преподобној Сари се наводи: "Једном два велика старца и отшелника кренуше са Пилусијске Горе к преподобној Сари. Путујући, они збораху између себе: Хајде да понизимо ову старицу. - Када стигоше к њој, они јој рекоше: Пази да ти се разум не погорди и ти рекнеш: гле, отшелници долазе к мени која сам жена. - Преподобна им од говори: По природи јесам жена, али не по разуму. - У истој књизи пише за њу да је једном приликом рекла: Ако се помолим Богу да ми да обавештење о свим људима, наћи ћу се плачућа пред вратима свакога од њих. Него је боље да се помолим да ми срце буде чисто са свима. - А имала је преподобна увек у себи сећање на смрт, па је говорила: Пођем да ставим ногу своју на лествицу да се уз њу попнем, и одмах пре но што се почнем успињати, стављам смрт пред очи моје. - Причају за аму (мајку) Сару да је тринаест година била силно узнемиравана од демона блуда, и никада се није молила да та борба отиде од ње, него је само говорила: Боже дај ми снаге. А када је једном силно нападе дух блуда, она пође у келију своју да се помоли, не подајући се искушењу због страха Божјег и подвига. Тада јој се телесно јави дух блуда и рече јој: Саро, победила си ме. - А она одговори: Не победих те ја, него Господ мој Христос. - Преподобна Сара беше толика подвижница да је шездесет година седела на реци Нилу и није се освртала низ реку да види ко долази и одлази."
Православна црква прославља Сару Мисирску 13 (26) јула.